# ª
ª je ženska vrstilna oznaka v portugalščini in španščini. Gre za nadpisani a, ki je končnica ženskih pridevnikov. Primera (prva) zapisano kot 1ª ali 1a, podobno kot je v angleščini first  1st.